# Let The Season In
| Đánh giá chuyên môn | Đánh giá chuyên môn |
| Nguồn đánh giá      | Nguồn đánh giá      |
| Nguồn               | Đánh giá            |
| ------------------- | ------------------- |
| Allmusic            | [ 1 ]               |

Let The Season In là album trực tiếp của dàn hợp xướng Mormon Tabernacle Choir với sự tham gia hợp tác của hai khách mời đặc biệt là giọng nữ cao opera Deborah Voigt và nam diễn viên John Rhys-Davies. Album này được thu âm khi Mormon Tabernacle Choir đang thực hiện các buổi biểu diễn mừng Giáng sinh vào năm 2013. Album cùng với một DVD ghi hình buổi biểu diễn đã được phát hành để mua trực tiếp và để tải kĩ thuật số vào ngày 14 tháng 10 năm 2014. Đi kèm với album là một cuốn sách có tựa đề God Bless Us, Every One!: The Story Behind A Christmas Carol. Bản ghi hình buổi hoà nhạc sẽ được ra mắt trên sóng truyền hình trên kênh PBS vào ngày 19 tháng 12 năm 2014.

## Danh sách và thứ tự các bài hát
| CD               | CD                                                                                      | CD                                       | CD         |
| STT              | Nhan đề                                                                                 | Biểu diễn                                | Thời lượng |
| ---------------- | --------------------------------------------------------------------------------------- | ---------------------------------------- | ---------- |
| 1.               | "Christmas Is Coming"                                                                   | Dàn hợp xướng và dàn nhạc                | 2:46       |
| 2.               | "Processional: On This Merriest Christmas Day"                                          | Dàn hợp xướng, dàn nhạc và Brass Band    | 4:41       |
| 3.               | "The Holly and the Ivy"                                                                 | Deborah Voigt, dàn hợp xướng và dàn nhạc | 4:03       |
| 4.               | "And There Were Shepherds Abiding in the Fields"                                        | Deborah Voigt và dàn nhạc                | 3:07       |
| 5.               | "Magnificat in D Major"                                                                 | Dàn hợp xướng và dàn nhạc                | 3:23       |
| 6.               | "Et Exsultavit Spiritus Meus"                                                           | Deborah Voigt và dàn nhạc                | 2:08       |
| 7.               | "Gloria Patri"                                                                          | Dàn hợp xướng và dàn nhạc                | 2:06       |
| 8.               | "Ring Those Christmas Bells"                                                            | Dàn hợp xướng, dàn nhạc và Bells         | 2:45       |
| 9.               | "The Twelve Days after Christmas"                                                       | Deborah Voigt và dàn nhạc                | 3:30       |
| 10.              | "Christmas Wishes Medley"                                                               | Deborah Voigt, dàn hợp xướng và dàn nhạc | 6:04       |
| 11.              | "A Russian Christmas Festivity - Polonaise (trích đoạn) từ Christmas Eve"               | Dàn hợp xướng và dàn nhạc                | 2:23       |
| 12.              | "A Russian Christmas Festivity - Dance of the Tumblers (trích đoạn) từ The Snow Maiden" | Dàn nhạc                                 | 3:18       |
| 13.              | "A Russian Christmas Festivity - Procession of the Nobles (trích đoạn) từ Mlada"        | Dàn hợp xướng và dàn nhạc                | 1:23       |
| 14.              | "God Rest Ye Merry, Gentlemen"                                                          | Richard Elliott                          | 4:11       |
| 15.              | "Coventry Carol"                                                                        | Deborah Voigt và dàn nhạc                | 4:45       |
| 16.              | "Luke 2: The Christmas Story"                                                           | John Rhys-Davies và dàn nhạc             | 2:34       |
| 17.              | "Angels, from the Realms of Glory"                                                      | Deborah Voigt, dàn hợp xướng và dàn nhạc | 4:35       |
| 18.              | "We Wish You a Merry Christmas"                                                         | Dàn hợp xướng và dàn nhạc                | 1:08       |
| Tổng thời lượng: | Tổng thời lượng:                                                                        | Tổng thời lượng:                         | 59:49      |